# Clare W. Graves
Clare W. Graves (* 21. Dezember 1914 in New Richmond, Indiana; † 3. Januar 1986) war ein US-amerikanischer Professor für Psychologie und Begründer der Ebenentheorie der Persönlichkeitsentwicklung.

## Leben
Graves absolvierte 1940 das Union College in New York und schloss sein Studium als Ph. D. in Psychologie an der Western Reserve University in Cleveland, Ohio, ab. Danach lehrte er am Union College in Schenectady, New York, Psychologie. Hier entwickelte er ein erkenntnistheoretisches Modell der Psychologie des Menschen. Graves berichtete, die Anregung zu seinem Modell sei von seinen Erstsemester-Studierenden gekommen, die bei ihm Kurse zur Einführung in die Psychologie besuchten. Er erkannte, dass er nicht in der Lage war, die häufig gestellten Fragen zu den Theorien seiner Kollegen eindeutig zu beantworten. Letztendlich enthielten alle diese Theorien Elemente der Wahrheit und des Irrtums.

## Lehre

### Theoriebildung
Daraufhin entwickelte Graves eine Theorie, um die verschiedenen Auffassungen über die Natur des Menschen und die damit verbundenen psychologischen Fragen zum Ausgleich zu bringen. Studierende aus allen Teilen der Erde lieferten ihm in den Jahren 1952 bis 1959 einschlägige Daten. Er sammelte Konzepte einer entwickelten Persönlichkeit und führte psychologische Testreihen durch. So entstand seine Theorie, die er The Emergent Cyclical Levels of Existence Theory (etwa: Die zyklisch auftauchenden Ebenen der Existenztheorie) nannte.
Graves’ Theorie behauptet, dass der Mensch infolge der zwischen äußeren Bedingungen und innerem neuronalen System stattfindenden Interaktion neue bio-psycho-soziale Aktionssysteme bildet, die aufgetretene existentielle Probleme lösen und fähig sind, das neue Szenario zu verstehen. Diese Aktionssysteme sind abhängig von der kulturellen und individuellen Entwicklung des Menschen. Sie sind manifestiert auf den jeweiligen Ebenen der Individuen, der Gesellschaft und der Arten. Graves glaubte, dass als Antwort auf existentielle und soziale Probleme konkrete, spontane, selbstorganisierende dynamisch neuronale Systeme im menschlichen Gehirn entstehen. Er postulierte „man's nature is not a set thing, that it is ever emergent, that it is an open system, not a closed system“ (Die menschliche Natur ist nicht festgeschrieben, sondern befindet sich in einem stetigen Wandel, sie ist ein offenes, kein geschlossenes System)." Diese Haltung brachte ihn in eine Opposition zu vielen seiner Zeitgenossen, die den Sinn des Menschen in einer letzten Bestimmung, im Nirvana oder in der Vollkommenheit der menschlichen Natur sahen. Seine Integration der Bio-, Psycho-, Sozial- und Systemtheorie als grundlegende Bausteine beschreibt darüber hinaus auch den Blick auf eine fortdauernde Entwicklung.
Graves’ Werk bringt zum Ausdruck, dass die beim Menschen neu auftauchenden bio-psycho-sozialen Systeme eine Antwort auf die zwischen externen Bedingungen und dem Nervensystem stattfindenden Interaktionen sind und eine Hierarchie mit mehreren Dimensionen aufweisen. Jedoch gibt es nach Graves keine Garantie für eine Kontinuität der Entwicklung oder etwa für die Richtung der Entwicklung: Sowohl Fortschritt wie auch Rückschritt sind in seinem Modell möglich. Außerdem ist jede Ebene der Hierarchie vom Streben des Menschen nach Anpassung der Umwelt an sein Selbst oder aber die Anpassung seines Selbst an die Umweltbedingungen abhängig. Graves nannte dies „Ausdrucks-Selbst“ und „Verleugnungs-Selbst“. Die Bewegung zwischen diesen Optionen ist der periodische Aspekt der Theorie. Graves sah diesen Prozess stabiler Plateaus durchsetzt mit immer wiederkehrenden Intervallen, die zu den Grenzen der Hirnentwicklung des Menschen führen.

### Typologie vs. Entwicklungsstufen
Graves’ Werk entwirft eher auftauchende Stadien als Persönlichkeitstypen, die in jedem Stadium vorhanden sein können. Christopher Cowan glaubt, dass viele Studenten die zu Grunde liegende Theorie gar nicht kennen und sich stattdessen auf Artefakte konzentrieren.

## Anwendungen
Einige Firmen haben Produkte auf der Basis von Graves’ Theorie auf den Markt gebracht. Christopher Cowan ist der Ansicht, dass die am Markt befindlichen Produkte lediglich eine Momentaufnahme liefern können, während die Theorie eigentlich auf ein wellenartig bewegtes Bild mit vielen Unwägbarkeiten aufbaut.

### Auswirkungen
Management-Theoretiker haben sich durch Graves’ „Emergent Cyclic Levels of Existence Theory“ inspirieren lassen. Chris Cowan und Don Beck benutzten sie als Basis für ihr Buch Spiral Dynamics: Mastering Values, Leadership, and Change. Sowohl Graves’ Theorie wie auch Becks Modell beeinflussten den US-amerikanischen Philosophen Ken Wilber, der seine Integrale Theorie hieraus entwickelte. In der Coaching-Praxis werden die Handlungslogiken nach Graves bei der Persönlichkeitsentwicklung von Führungskräften angewandt.

## Schriften (Auswahl)
- Levels of Existence: An Open System Theory of Values. In: Journal of Humanistic Psychology, November 1970
- Human Nature Prepares for a Momentous Leap. In: The Futurist, April 1974
- Lee, William R., Cowan, Christopher C., und Todorovic, Natasha (eds.) (2002) Graves: Levels of Human Existence. Santa Barbara, CA: ECLET Publishing. ISBN 0-9724742-0-X (basiert auf einer Mitschrift von Lee und dem Skript eines Graves-Seminars des Jahres 1971)
- (mit Natasha Todorovic als Hrsg.) (2005) The Never Ending Quest: Dr. Clare W. Graves Explores Human Nature. Santa Barbara, CA: ECLET Publishing. ISBN 0-9724742-1-8 (zusammengestellte Texte aus Graves’ frühen unveröffentlichten Manuskripten mit der Rekonstruktion fehlender Teile anhand verschiedener Schriften und Tonaufzeichnungen)
- Spiral Dynamics - Leadership, Werte und Wandel: Eine Landkarte für das Business, Politik und Gesellschaft im 21. Jahrhundert, September 2007